# جانوس غاراي (مبارز بالسيف)
جانوس غاراي (بالمجرية: Garay János)‏ هو مبارز بالسيف مجري، ولد في 23 فبراير 1889 في بودابست في المجر، وتوفي في 5 مارس 1945 في معسكر اعتقال ماوتهاوزن في النمسا.

## وصلات خارجية
- جانوس غاراي على موقع أوليمبيديا (الإنجليزية)
- جانوس غاراي على موقع اللجنة الأولمبية المجرية (الهنغارية)